# برآمدگی‌های آلت تناسلی
بسیاری از پستانداران، دارای برآمدگی‌هایی روی سرنره یا روی دسته آلت تناسلی می‌باشند که ممکن است در انتخاب جنسی تأثیرگذار باشد. این برآمدگی‌ها می‌توانند ساختاری ساده و دارای یک سر داشته باشند یا ساختارهای پیچیده‌تر و دارای چند سر.
شکل این برآمدگی‌ها می‌تواند وابسته به سیستم جفت‌گیری باشد
.

## انسانها
برخلاف شامپانزه‌ها، یک تفاوت ریخت شناسانه در انسانها وجود دارد که پاپول مرواریدوار آلت تناسلی نامیده می‌شود. این برآمدگی‌ها فاقد اعصابی هستند که در سایر حیوانات دیده می‌شوند
این‌ها گاهی به عنوان باقیمانده وستیجیال برآمدگی‌های آلت تناسلی در نظر گرفته می‌شوند. با این حال در مورد ارتباط بین این دو ساختار هنوز دیدگاه قطعی وجود ندارد.